# Zinloos (single)
Zinloos is de derde single van het Nederlandse rapduo Lange Frans & Baas B. Het nummer stond 15 weken in de Nederlandse Top 40, waarvan drie weken op 1.
Het lied, dat afkomstig is van het album Supervisie, gaat over herhaaldelijke gevallen van zinloos geweld. Kenmerkend voor het nummer is een pianomelodie waarop gerapt wordt door Lange Frans en Baas B. De refreinen worden gezongen door Ninthe Kiemeneij. Met zinnen als "Hoeveel moeten er nog komen?" en "Wie waren deze helden?" is het lied zowel een protest tegen de geweldsvorm als een manier om de slachtoffers te eren.
In het nummer wordt het verhaal verteld van verschillende gevallen die in de media als zinloos geweld bekendstonden. In chronologische volgorde zoals ze in Zinloos behandeld worden zijn dat:
- Daniël van Cotthem (2000), doodgeslagen zonder reden.
- Joes Kloppenburg (1996), doodgeslagen nadat hij een opmerking maakte over een vechtpartij.
- Meindert Tjoelker (1997), doodgeslagen nadat hij vandalen tot de orde riep.
- René Steegmans (2002), doodgeslagen nadat hij twee jongens aansprak op hun gedrag jegens een oude vrouw.
- Kerwin Duinmeijer (1983), neergestoken om vermeende racistische motieven.
- Doodslag op Froukje Schuitmaker en Marianne Roza (1999), omgekomen doordat iemand op de deur van een discotheek schoot.

In de videoclip zijn beelden te zien van een Nederlandse stad. In die beelden verschijnen tekeningen en woorden die het verhaal van het betreffende slachtoffer ondersteunen. In de refreinen zijn naast de rappers en zangeres beelden van jongeren te zien die zich buiten vermaken. Bij enkele van de jongeren verschijnt een pijl in beeld met daarbij de naam en mogelijk plaats en sterfjaar als slachtoffer van zinloos geweld. Aan het eind van de clip is te zien hoe veel mensen met kaarsen in de hand meelopen in een stille tocht. Als men stil blijft staan, en de muziek afgelopen is, blijkt het dat de mensen een hart vormen.
Vanaf het uitkomen van de single werd het nummer veelvuldig gedraaid op clipstations als TMF en The Box en verschillende radiostations. In de week dat de single naar nummer-1 in de Nederlandse Top 40 steeg werd filmregisseur Theo van Gogh vermoord door Mohammed Bouyeri. Als reactie hierop werd een extra begincouplet over Van Gogh aan het nummer Zinloos toegevoegd. Deze versie was via hun website downloadbaar.

## Prijzen en nominaties
In 2005 won de single een TMF Award voor Beste Clip, in hetzelfde jaar won het ook een 3FM Award voor Beste Single.

## Hitnotering
| "Zinloos" in de Nederlandse Top 40 - binnen: 23 oktober 2004 | "Zinloos" in de Nederlandse Top 40 - binnen: 23 oktober 2004 | "Zinloos" in de Nederlandse Top 40 - binnen: 23 oktober 2004 | "Zinloos" in de Nederlandse Top 40 - binnen: 23 oktober 2004 | "Zinloos" in de Nederlandse Top 40 - binnen: 23 oktober 2004 | "Zinloos" in de Nederlandse Top 40 - binnen: 23 oktober 2004 | "Zinloos" in de Nederlandse Top 40 - binnen: 23 oktober 2004 | "Zinloos" in de Nederlandse Top 40 - binnen: 23 oktober 2004 | "Zinloos" in de Nederlandse Top 40 - binnen: 23 oktober 2004 | "Zinloos" in de Nederlandse Top 40 - binnen: 23 oktober 2004 | "Zinloos" in de Nederlandse Top 40 - binnen: 23 oktober 2004 | "Zinloos" in de Nederlandse Top 40 - binnen: 23 oktober 2004 | "Zinloos" in de Nederlandse Top 40 - binnen: 23 oktober 2004 | "Zinloos" in de Nederlandse Top 40 - binnen: 23 oktober 2004 | "Zinloos" in de Nederlandse Top 40 - binnen: 23 oktober 2004 | "Zinloos" in de Nederlandse Top 40 - binnen: 23 oktober 2004 | "Zinloos" in de Nederlandse Top 40 - binnen: 23 oktober 2004 |
| Week                                                         | 1                                                            | 2                                                            | 3                                                            | 4                                                            | 5                                                            | 6                                                            | 7                                                            | 8                                                            | 9                                                            | 10                                                           | 11                                                           | 12                                                           | 13                                                           | 14                                                           | 15                                                           |                                                              |
| ------------------------------------------------------------ | ------------------------------------------------------------ | ------------------------------------------------------------ | ------------------------------------------------------------ | ------------------------------------------------------------ | ------------------------------------------------------------ | ------------------------------------------------------------ | ------------------------------------------------------------ | ------------------------------------------------------------ | ------------------------------------------------------------ | ------------------------------------------------------------ | ------------------------------------------------------------ | ------------------------------------------------------------ | ------------------------------------------------------------ | ------------------------------------------------------------ | ------------------------------------------------------------ | ------------------------------------------------------------ |
| Nummer                                                       | 12                                                           | 2                                                            | 1                                                            | 1                                                            | 1                                                            | 3                                                            | 2                                                            | 2                                                            | 3                                                            | 11                                                           | 11                                                           | 12                                                           | 17                                                           | 24                                                           | 38                                                           | uit                                                          |